# Rumuruti
Rumuruti – miasto w środkowej Kenii. Ośrodek administracyjny hrabstwa Laikipia. W 2019 liczyło 13,1 tys. mieszkańców. 